# HMS Rodney (1884)
El HMS Rodney fue un acorazado de la Marina Real Británica, miembro de la clase Admiral diseñado por Nathaniel Barnaby. Fue el último acorazado británico en llevar un mascarón de proa, aunque los barcos más pequeños continuaron llevándolos.
El Rodney fue asignado a la Home Fleet el 20 de junio de 1888. Paticipó en una escuadra internacional en Creta en la época de la Guerra greco-turca de 1897. Fue enviado al desguace en 1909.